# Gehädrich

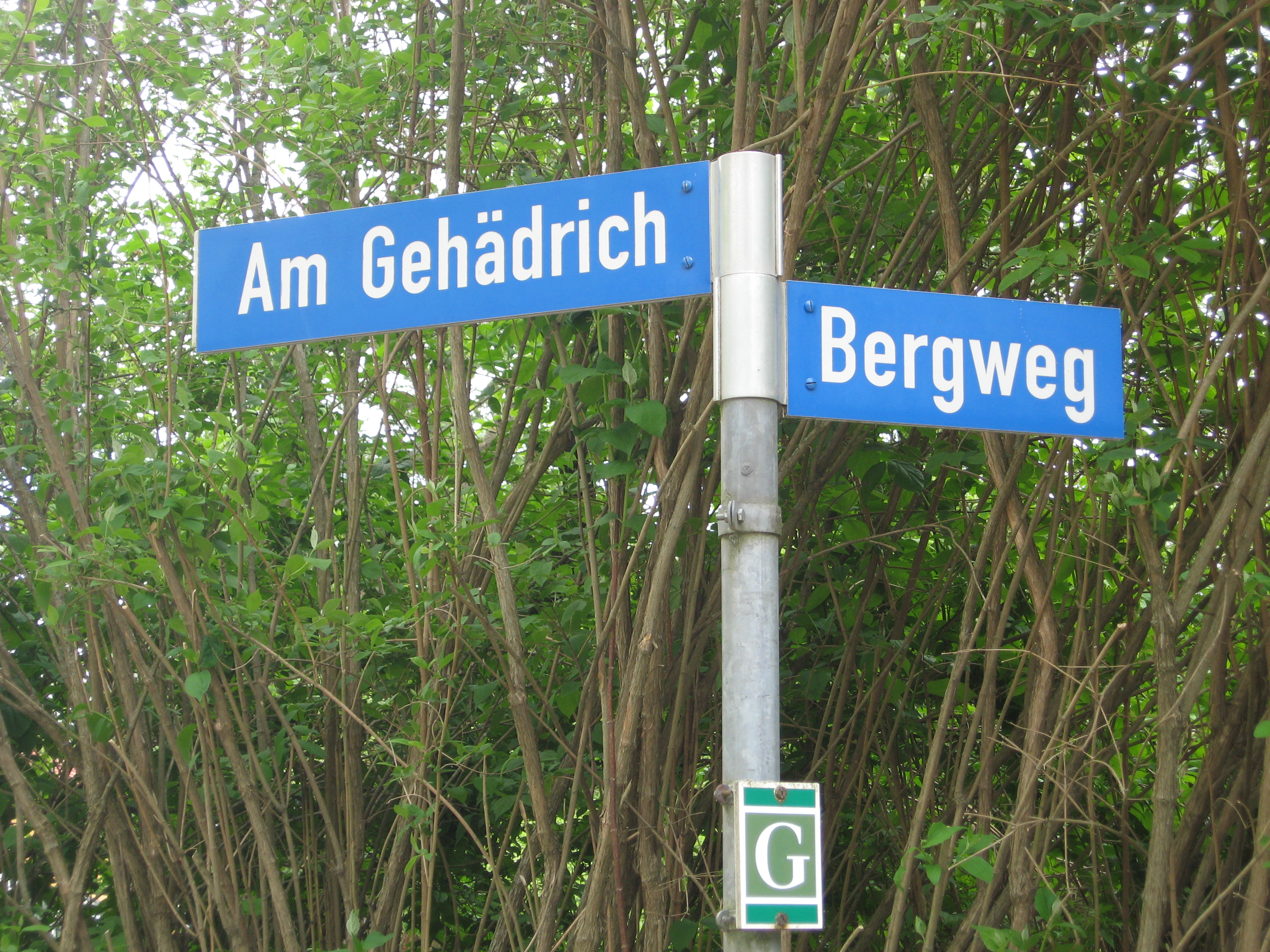
Wegweiser „Am Gehädrich“ und „Bergweg“ mit dem weißen „G“ des Goethewanderwegs auf grünem Quadrat

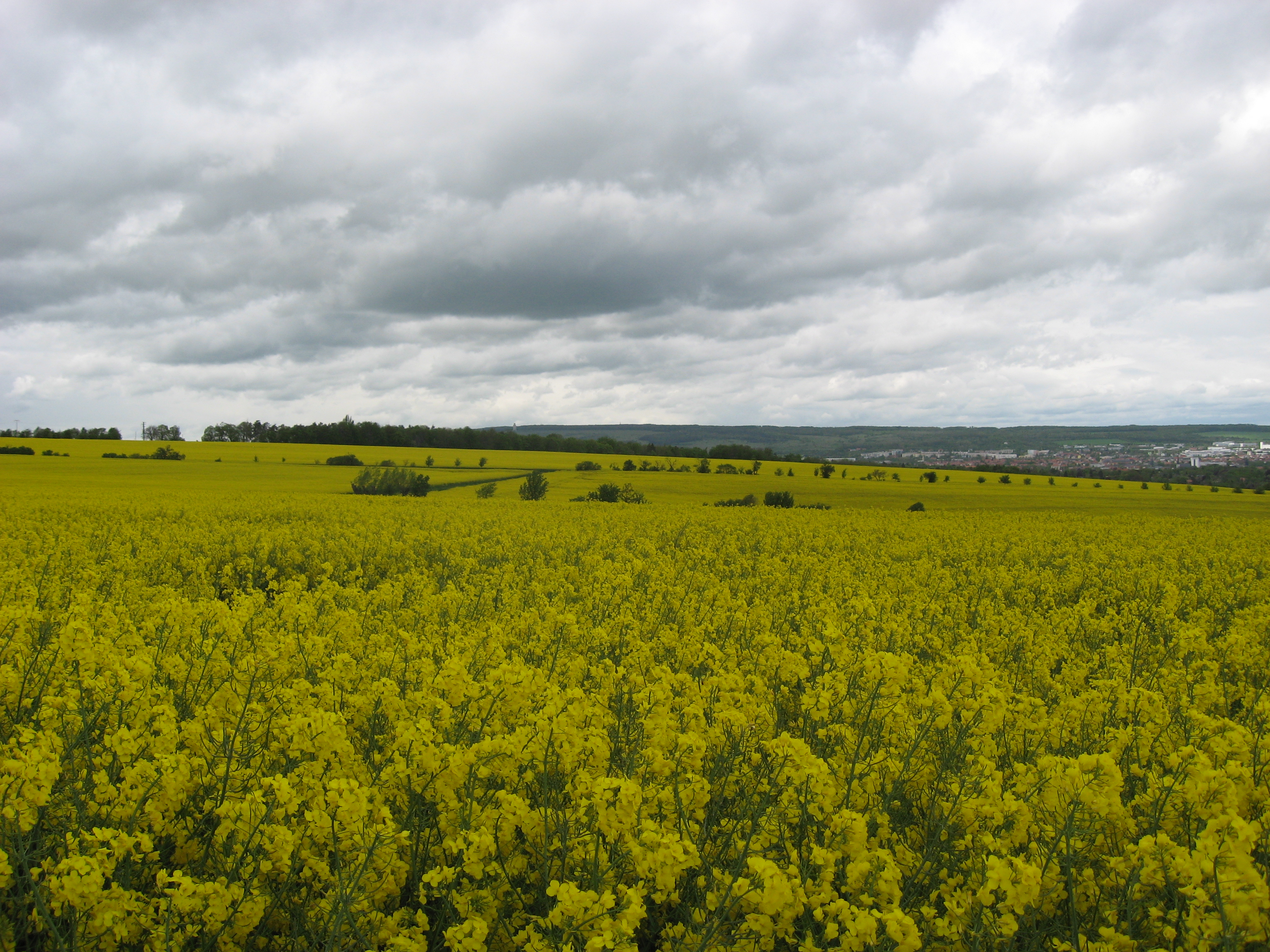
Blick vom Lindenhof nach Norden auf den Baumstreifen des Gehädrich mit dem schwach erkennbaren Glockenturm der Gedenkstätte Buchenwald im Hintergrund.

Das Gehädrich ist ein kleines Waldgebiet im Süden der Stadt Weimar, 1,5 km westlich von Ehringsdorf gelegen. Die Ilm-Saale-Kalkplatte fällt nach Norden hin ab. Sie besteht aus Schichten des oberen Muschelkalks, tertiärem Quarzschotter und pleistozänen Geschieben auf den Äckern.
An der Zusammenkunft von Merketal- und Rainer-Maria-Rilke-Straße zweigen in südlicher Richtung Bergweg und die Anliegerstraße Am Gehädrich ab, die sich am Ende des Anstiegs wieder zu einem Richtung Vollersroda führenden Feldweg vereinen.
Der Goethewanderweg Weimar–Großkochberg folgt dem Bergweg Richtung Vollersroda und lässt Lindenhof und Schloss Belvedere links liegen.
1512 hieß das Mischwaldgebiet auf dem Gehettere und 1792 bereits Gehädrich. Die Bezeichnung geht auf das mittelhochdeutsche Wort Geheder zurück, was Gezänk heißt, und bedeutet Land, und um welches sich gestritten wird. In Hinsicht auf das unmittelbar unterhalb liegende Merketal, welches bebaut werden soll, hat diese Wortbedeutung heute ausgesprochene Aktualität.
Das Gehädrich ist nicht das einzige Waldgebiet in Weimar mit einem ungewöhnlichen Namen. Ein weiteres ist das Webicht, welches für die herzogliche Jagd einst nicht unbedeutend war.
Das Gehädrich ist auch ein Motiv des Malers Max Oehler gewesen, der wiederum der Weimarer Malerschule zuzurechnen ist. Dieses Gemälde bekam den Titel Im Gehädrich.